# Фабріс Гартманн
Фабріс Гартманн (нім. Fabrice Hartmann, нар. 2 березня 2001) — німецький футболіст, вінгер «РБ Лейпциг».

## Клубна кар'єра
Вихованець клубу «Рот-Вайсс» (Тральгайм), з якого 2012 року перейшов у академію «РБ Лейпциг». 26 липня 2018 року дебютував за лейпцизьку команду, вийшовши на заміну на 89-й хвилині замість Матеуса Куньї у матчі другого кваліфікаційного раунду Ліги Європи УЄФА проти шведського клубу «Геккена» (4:0).